# Astragalus tekessicus
Astragalus tekessicus är en ärtväxtart som beskrevs av M.S. Bajtenov. Astragalus tekessicus ingår i släktet vedlar, och familjen ärtväxter. Inga underarter finns listade i Catalogue of Life.